# Jördis Steinegger
Jördis Steinegger (* 8. Februar 1983 in Graz, Steiermark) ist eine ehemalige österreichische Profi-Schwimmerin.

## Werdegang

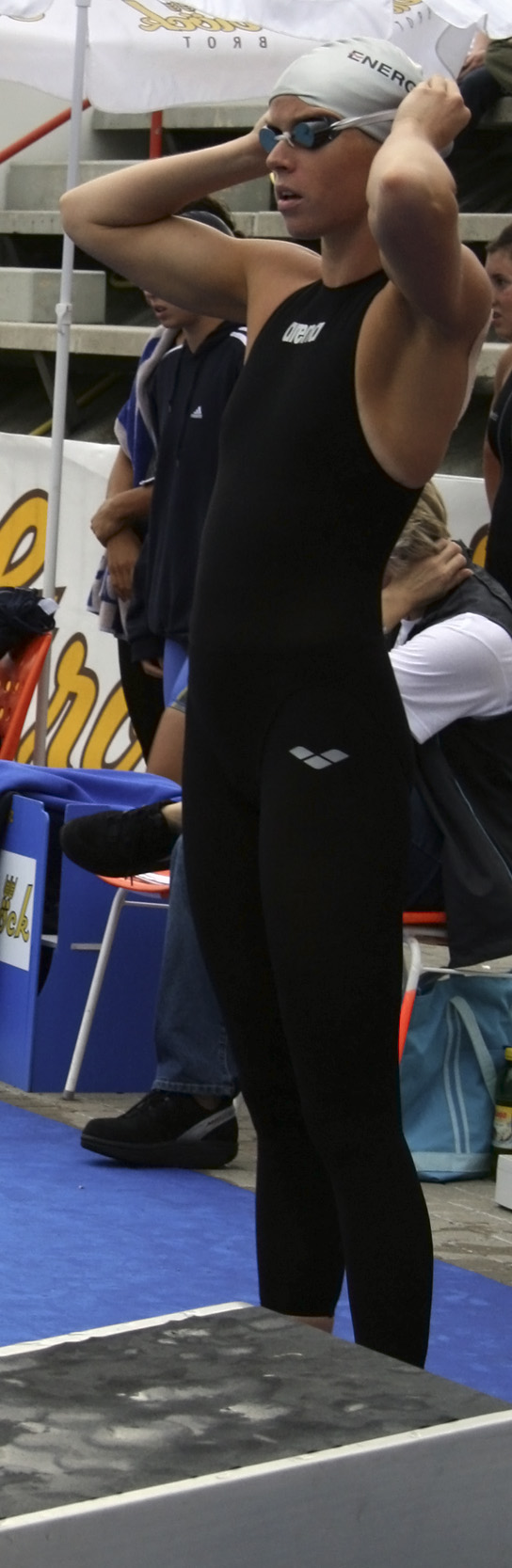
J. Steinegger (Schwechat 2008)

Jördis Steinegger besuchte das Akademische Gymnasium in Graz.
Erste internationale Erfolge als Schwimmerin erzielte sie 1998 mit dem ersten Platz über 400 Meter Freistil bei der Gymnasiade in Shanghai und bei den Jugendeuropameisterschaften 1999 in Moskau (13. Platz über 400 m Freistil, 8. Platz über 4 × 100 m Lagen). Als Zeitsoldatin im Heeressportzentrum des Österreichischen Bundesheeres nahm sie 2003 an den Militärweltmeisterschaften in Catania teil (2. Platz im Rettungsschwimmen, 4. Platz über 100 m Freistil, 4. Platz über 200 m Freistil, 4. Platz über 400 m Freistil, 5. Platz über 200 m Lagen).
In den folgenden Jahren gewann Steinegger zahlreiche österreichische Landes- und Staatsmeisterschaftswettkämpfe und erzielte bei internationalen Weltcup-, Europameisterschafts- und Weltmeisterschaftsrennen Plätze unter den besten 20, unter anderem einen dritten Platz über 400 m Freistil bei der Universiade in Bangkok.
Als Mitglied des österreichischen Teams nahm sie an den Olympischen Spielen 2008 in Peking teil, wo sie neue österreichische Rekorde über 200, 400 und 800 m Freistil sowie 400 m Lagen aufstellte. Bei den Militärweltmeisterschaften des Conseil International du Sport Militaire in Warendorf gewann sie 2010 über 200 m Freistil und 200 m Hindernisschwimmen Gold sowie Silber über 400 m Freistil und wurde Vierte über 200 m Rücken sowie über 200 m Brust.
Bei den Schwimmweltmeisterschaften im Juli 2011 in Shanghai, China, erreichte Steinegger über die 400 m Lagen in 4:41,33 min den 13. Platz und qualifizierte sich damit ein Jahr vor Beginn der Olympischen Spiele 2012 in London fix für die Teilnahme. Das erforderliche Limit beträgt 4:41,75 min. Bei der Universiade 2011 in Shenzhen, China, belegte sie am 16. August 2011 auf der 400-m-Lagenstrecke in 4:43,30 min im Finale den dritten Platz und gewann die Bronzemedaille für Österreich hinter den Schwimmerinnen aus den Vereinigten Staaten und Japan.
Beim Schwimmweltcup in Berlin am 23. Oktober 2011 wurde sie im Finale über die 400-m-Lagenstrecke auf der Kurzbahn (25 m) in der Zeit von 4:34,50 min Dritte hinter der erstplatzierten Japanerin Izumi Kato (4:31,93 min) und der zweitplatzierten Engländerin Aimee Willmott (4:34,27 min).
Bei den Kurzbahneuropameisterschaften 2011 in Szczecin (Polen) wurde Steinegger über die 400-m-Lagenstrecke im Finale am 11. Dezember Fünfte. Im Vorlauf stellte sie über die gleiche Strecke einen neuen österreichischen Kurzbahnrekord in 4:33,91 min auf.
Im Februar 2017 gab sie ihren Rücktritt vom Schwimmsport bekannt.
Steinegger wurde in ihrer Karriere 102-fache österreichische Staatsmeisterin (offene Klasse), 143-fache oberösterreichische und 243-fache steirische Landesmeisterin.

## Rekorde
| Österreichische Rekorde (10, Stand: 24. Juli 2015) | Österreichische Rekorde (10, Stand: 24. Juli 2015) | Österreichische Rekorde (10, Stand: 24. Juli 2015) | Österreichische Rekorde (10, Stand: 24. Juli 2015) |
| -------------------------------------------------- | -------------------------------------------------- | -------------------------------------------------- | -------------------------------------------------- |
| 400 m Freistil                                     | 4:09,30 min                                        | 26. Juli 2009                                      | Rom                                                |
| 800 m Freistil                                     | 8:36,40 min                                        | 14. August 2008                                    | Peking                                             |
| 100 m Rücken                                       | 1:02,56 min                                        | 13. Juni 2015                                      | Monte Carlo                                        |
| 200 m Rücken                                       | 2:12,49 min                                        | 10. April 2014                                     | Eindhoven                                          |
| 400 m Lagen                                        | 4:41,33 min                                        | 31. Juli 2011                                      | Shanghai                                           |
| 4 × 100 m Freistil                                 | 3:46,81 min                                        | 18. Juli 2015                                      | Linz                                               |
| 4 × 200 m Freistil                                 | 8:16,95 min                                        | 17. Juli 2015                                      | Linz                                               |
| 400 m Freistil (Kurzbahn)                          | 4:02,85 min                                        | 13. Dezember 2008                                  | Rijeka                                             |
| 800 m Freistil (Kurzbahn)                          | 8:20,03 min                                        | 12. Dezember 2008                                  | Rijeka                                             |
| 100 m Rücken (Kurzbahn)                            | 1:00,04 min                                        | 3. Dezember 2014                                   | Doha                                               |
| 200 m Rücken (Kurzbahn)                            | 2:07,54 min                                        | 5. Dezember 2014                                   | Doha                                               |
| 400 m Lagen (Kurzbahn)                             | 4:33,91 min                                        | 11. Dezember 2011                                  | Szczecin                                           |
| 4 × 50 m Freistil (Kurzbahn)                       | 1:42,28 min                                        | 21. November 2014                                  | Wien                                               |